# Heinrich Carl Brandt
Heinrich Carl Brandt ou Heinrich Carl Brand est un peintre de cour austro-allemand né à Vienne le 11 novembre 1724, et mort à Munich le 7 mai 1787 . 

## Biographie
Il a étudié de 1739 à 1745 avec Jacob van Schuppen à l'Académie des beaux-arts de Vienne, puis en 1745-1747 avec Martin van Meytens. Ensuite il est parti se former à Paris. Pendant ce voyage, il s'arrête à Francfort-sur-le-Main où il peint un portrait du comte Charles de Cobenzl qui le recommande au prince-électeur de Mayence, Jean-Frédéric-Charles d'Ostein qui l'emploie en 1749 comme peintre miniaturiste de la cour. Il travaille à Paris en 1750-1752. Il retourne à Mayence où il a ouvert une académie.
Il vit à Mannheim après 1765 et devient en 1766 peintre de la cour du comte palatin Charles Théodore, il a été le premier professeur et le secrétaire permanent de l'académie des beaux-arts de Mannheim (de). Il a gravé plusieurs de ses tableaux.
Il s'installe à Munich après 1780. En 1784, Charles Théodore, devenu prince-électeur de Bavière en 1777, lui a commandé neuf grands portraits royaux pour la grande salle du Palais Bretzenheim (de) de Mannheim.
Une dénonciation a conduit le prince-électeur à lui retirer son appui financier et ses privilèges. C'est probablement la raison de son suicide. 
Il est peut-être le fils du peintre de paysage Christian Hilfgott Brand (1695-1756) et le demi-frère du peintre Johann Christian Brand (1722-1795) et le frère du peintre Friedrich August Brand (1735-1806).